# Нью-Мелл (Міссурі)
Нью-Мелл (англ. New Melle) — місто (англ. city) в США, в окрузі Сент-Чарлз штату Міссурі. Населення — 541 особа (2020).

## Географія
Нью-Мелл розташований за координатами 38°43′12″ пн. ш. 90°53′7″ зх. д. / 38.72000° пн. ш. 90.88528° зх. д. (38.720079, -90.885344).  За даними Бюро перепису населення США в 2010 році місто мало площу 4,16 км², з яких 4,07 км² — суходіл та 0,09 км² — водойми. В 2017 році площа становила 4,62 км², з яких 4,51 км² — суходіл та 0,10 км² — водойми.

## Демографія
Згідно з переписом 2010 року, у місті мешкало 475 осіб у 179 домогосподарствах у складі 143 родин. Густота населення становила 114 особи/км².  Було 195 помешкань (47/км²).
Расовий склад населення:
| - 97,3 % — білих - 0,8 % — азіатів - 0,6 % — чорних або афроамериканців - 0,2 % — вихідців з тихоокеанських островів - 1,1 % — осіб інших рас |

До двох чи більше рас належало 0,0 %. Частка іспаномовних становила 2,3 % від усіх жителів.
За віковим діапазоном населення розподілялося таким чином: 23,2 % — особи молодші 18 років, 54,5 % — особи у віці 18—64 років, 22,3 % — особи у віці 65 років та старші. Медіана віку мешканця становила 47,1 року. На 100 осіб жіночої статі у місті припадало 94,7 чоловіків;  на 100 жінок у віці від 18 років та старших — 99,5 чоловіків також старших 18 років.
Середній дохід на одне домашнє господарство  становив 97 301 долар США (медіана — 73 750), а середній дохід на одну сім'ю — 110 444 долари (медіана — 82 222). За межею бідності перебувало 5,8 % осіб, у тому числі 10,8 % дітей у віці до 18 років та 5,8 % осіб у віці 65 років та старших.
Цивільне працевлаштоване населення становило 182 особи. Основні галузі зайнятості: освіта, охорона здоров'я та соціальна допомога — 17,6 %, роздрібна торгівля — 15,4 %, виробництво — 12,6 %.